# Pierre Nihant
Pierre Nihant (Blegny, 5 aprile 1925 – Blegny, 12 gennaio 1993) è stato un pistard belga.

## Palmarès

### Olimpiadi
- Argento a Londra 1948 nel chilometro a cronometro.